# Bob Mason
Pour les articles homonymes, voir Mason.
Robert Mason (né le 22 avril 1961 à International Falls dans le Minnesota aux États-Unis) est un joueur professionnel américain de hockey sur glace qui évoluait au poste de gardien. Il est aujourd'hui l'entraîneur des gardiens du Wild du Minnesota de la LNH.

## Biographie

### Carrière de joueur
Mason commence sa carrière en 1980-81 avec les Bobcats de Green Bay dans l'United States Hockey League puis la saison suivante, il rejoint le championnat universitaire américain et joue pour les Bulldogs de Minnesota-Duluth. En 1983-84, il partage avec Marc Behrend, le poste de gardien pour l'équipe américaine de hockey.
Il fait également ses débuts dans la Ligue américaine de hockey pour les Bears de Hershey, équipe affiliée à la franchise des Capitals de Washington de la Ligue nationale de hockey. Quelque temps plus tard, il participe également avec l'équipe nationale aux Jeux olympiques de 1984. Il est alors le gardien numéro deux de l'équipe, remplaçant de Behrend, barrant par la même occasion la sélection à Tom Barrasso.
Au cours des années suivantes, il évolue dans un grand nombre d'équipes d'Amérique du Nord que ce soit dans la LNH ou dans la LAH. Il met fin à sa carrière de joueur en 1995 après avoir joué 145 matchs dans sa carrière LNH, principalement pour les Capitals. 

### Carrière d'entraîneur
À la suite de l'arrêt de sa carrière de joueur, il rejoint l'équipe des Thrashers d'Atlanta en tant que conseiller à Curt Fraser, l'entraîneur en chef de la nouvelle équipe en 1999-2000. Après deux ans passé avec Atlanta, il retourne dans son état natal et devient entraîneur des gardiens du Wild du Minnesota de la LNH. Sous sa direction, les deux gardiens de l'équipe, Nicklas Bäckström et Emmanuel Fernandez, remportent le trophée William-M.-Jennings de l'équipe ayant encaissé le moins de buts en 2006-2007 et Bäckström remporte également le trophée Roger-Crozier comme gardien ayant le meilleur taux d'arrêt de la saison.

## Statistiques
| Saison     | Équipe                       | Ligue      |     | Saison régulière | Saison régulière | Saison régulière | Saison régulière | Saison régulière | Saison régulière | Saison régulière | Saison régulière | Saison régulière | Saison régulière |   | Séries éliminatoires | Séries éliminatoires | Séries éliminatoires | Séries éliminatoires | Séries éliminatoires | Séries éliminatoires | Séries éliminatoires | Séries éliminatoires | Séries éliminatoires |
| Saison     | Équipe                       | Ligue      | PJ  | V                | D                | Pr/N             | Min              | BC               | Moy              | % Arr            | Bl               | Pun              | PJ               | V | D                    | Min                  | BC                   | Moy                  | % Arr                | Bl                   | Pun                  |                      |                      |
| 1980-1981  | Bobcats de Green Bay         | USHL       | 0   |                  |                  |                  | 0                |                  |                  | 0                |                  | 0                |                  |   |                      | 0                    |                      |                      |                      |                      |                      |                      |                      |
| 1981-1982  | Bulldogs de Minnesota-Duluth | WCHA       | 26  | 9                | 15               | 3                | 1 521            | 115              | 4,54             | 86,1             | 0                | 0                |                  |   |                      | 0                    |                      |                      |                      |                      |                      |                      |                      |
| 1982-1983  | Bulldogs de Minnesota-Duluth | WCHA       | 43  | 26               | 16               | 1                | 2 593            | 151              | 3,49             | 89,4             | 1                | 4                |                  |   |                      | 0                    |                      |                      |                      |                      |                      |                      |                      |
| 1983-1984  | Bears de Hershey             | LAH        | 5   | 1                | 4                | 0                | 282              | 26               | 5,53             | 83,4             | 0                | 0                | -                | - | -                    | -                    | -                    | -                    | -                    | -                    | -                    |                      |                      |
| 1983-1984  | Capitals de Washington       | LNH        | 2   | 2                | 0                | 0                | 120              | 3                | 1,5              | 93,5             | 0                | 0                | -                | - | -                    | -                    | -                    | -                    | -                    | -                    | -                    |                      |                      |
| 1984-1985  | Capitals de Washington       | LNH        | 12  | 8                | 2                | 1                | 661              | 31               | 2,81             | 89,3             | 1                | 0                | -                | - | -                    | -                    | -                    | -                    | -                    | -                    | -                    |                      |                      |
| 1984-1985  | Whalers de Binghamton        | LAH        | 20  | 10               | 6                | 1                | 1 052            | 58               | 3,31             | 88,2             | 1                | 0                | -                | - | -                    | -                    | -                    | -                    | -                    | -                    | -                    |                      |                      |
| 1985-1986  | Capitals de Washington       | LNH        | 1   | 1                | 0                | 0                | 16               | 0                | 0                | 100              | 0                | 0                | -                | - | -                    | -                    | -                    | -                    | -                    | -                    | -                    |                      |                      |
| 1985-1986  | Whalers de Binghamton        | LAH        | 34  | 20               | 11               | 2                | 1 940            | 126              | 3,9              | 87,3             | 0                | 6                | 3                | 1 | 1                    | 124                  | 9                    | 4,35                 |                      | 0                    | 0                    |                      |                      |
| 1986-1987  | Capitals de Washington       | LNH        | 45  | 20               | 18               | 5                | 2 536            | 137              | 3,24             | 89               | 0                | 0                | 4                | 2 | 2                    | 307                  | 9                    | 1,76                 | 93,7                 | 1                    | 0                    |                      |                      |
| 1986-1987  | Whalers de Binghamton        | LAH        | 2   | 1                | 1                | 0                | 119              | 4                | 2,02             | 92,2             | 0                | 2                | -                | - | -                    | -                    | -                    | -                    | -                    | -                    | -                    |                      |                      |
| 1987-1988  | Blackhawks de Chicago        | LNH        | 41  | 13               | 18               | 8                | 2 312            | 160              | 4,15             | 88,2             | 0                | 0                | 1                | 1 | 0                    | 60                   | 3                    | 3                    | 90,3                 | 0                    | 0                    |                      |                      |
| 1988-1989  | Nordiques de Québec          | LNH        | 22  | 5                | 14               | 1                | 1 168            | 92               | 4,73             | 85,3             | 0                | 2                | -                | - | -                    | -                    | -                    | -                    | -                    | -                    | -                    |                      |                      |
| 1988-1989  | Citadels d'Halifax           | LAH        | 23  | 11               | 7                | 1                | 1 278            | 73               | 3,43             | 88,2             | 1                | 0                | 2                | 0 | 2                    | 97                   | 9                    | 5,57                 |                      | 0                    | 0                    |                      |                      |
| 1989-1990  | Skipjacks de Baltimore       | LAH        | 13  | 9                | 2                | 2                | 770              | 44               | 3,43             | 88,5             | 0                | 2                | 6                | 2 | 4                    | 373                  | 20                   | 3,22                 |                      | 0                    | 0                    |                      |                      |
| 1989-1990  | Capitals de Washington       | LNH        | 16  | 4                | 9                | 1                | 822              | 48               | 3,5              | 87,7             | 0                | 4                | -                | - | -                    | -                    | -                    | -                    | -                    | -                    | -                    |                      |                      |
| 1990-1991  | Admirals de Milwaukee        | LIH        | 22  | 8                | 12               | 0                | 1 198            | 89               | 4,16             | 85,9             | 0                | 16               | -                | - | -                    | -                    | -                    | -                    | -                    | -                    | -                    |                      |                      |
| 1990-1991  | Canucks de Vancouver         | LNH        | 6   | 2                | 4                | 0                | 353              | 29               | 4,93             | 84,6             | 0                | 0                | -                | - | -                    | -                    | -                    | -                    | -                    | -                    | -                    |                      |                      |
| 1991-1992  | Admirals de Milwaukee        | LIH        | 51  | 27               | 18               | 4                | 3 024            | 171              | 3,39             |                  | 1                | 22               | 3                | 1 | 2                    | 179                  | 15                   | 5,03                 |                      | 0                    | 0                    |                      |                      |
| 1992-1993  | Canucks de Hamilton          | LAH        | 44  | 20               | 19               | 3                | 2 601            | 159              | 3,67             | 88,7             | 0                | 2                | -                | - | -                    | -                    | -                    | -                    | -                    | -                    | -                    |                      |                      |
| 1993-1994  | Admirals de Milwaukee        | LIH        | 40  | 21               | 9                | 8                | 2 206            | 132              | 3,59             | 88,8             | 0                | 10               | 3                | 0 | 1                    | 141                  | 9                    | 3,83                 |                      | 0                    | 0                    |                      |                      |
| 1994-1995  | Komets de Fort Wayne         | LIH        | 1   | 0                | 1                | 0                | 60               | 5                | 5                | 83,9             | 0                | 0                | -                | - | -                    | -                    | -                    | -                    | -                    | -                    | -                    |                      |                      |
| 1994-1995  | Admirals de Milwaukee        | LIH        | 13  | 7                | 4                | 1                | 745              | 50               | 4,03             | 87,5             | 0                | 2                | -                | - | -                    | -                    | -                    | -                    | -                    | -                    | -                    |                      |                      |
| Totaux LNH | Totaux LNH                   | Totaux LNH | 145 | 55               | 65               | 16               | 0                |                  | 3,76             | 87,9             | 1                | 6                | 5                | 3 | 2                    | 367                  | 12                   |                      |                      | 1                    | 0                    |                      |                      |